# Budizko
Budizko (latinisiert Budisco) ist der sorbische Name der Siedlung und Burg Grimschleben, eines heutigen Ortsteils von Nienburg (Saale). Der Ortsname stammt vom altsorbischen Budsko und bezieht sich auf die Lage gegenüber der Mündung des Flusses Buda (heute Bode).

## Burganlage
Die Burganlage bestand aus einer großen runden Hauptburg und zwei in größerem Abstand halbkreisförmig vorgelagerten Wällen und war etwa 350 × 400 m groß. Die ursprüngliche Anlage stammt vermutlich aus der späten Bronzezeit.

## Geschichte
In slawischer Zeit erhielt die Anlage an der Saale als westliche Grenzburg der Sorben eine besondere Bedeutung. Auf der Westseite der Saale lagen ihr die germanischen Burgen Nienburg und Altenburg gegenüber. Hier stellte die Bode die Grenze zwischen dem Schwabengau und dem Nordthüringgau dar. Die alte Burg lag genau gegenüber der Bodemündung. 
927 kam die Burg unter die Herrschaft der sächsischen Liudolfinger. Der slawische Name wird noch in Urkunden des späten 10. und des frühen 11. Jahrhunderts erwähnt. Im Besitz des Klosters Nienburg verlor er sich dann rasch.